# الدوري الفنزويلي الممتاز 2011–12
الدوري الفنزويلي الممتاز 2011–12 (بالإسبانية: Primera División Venezolana 2011-12)‏ هو الموسم 92 من الدوري الفنزويلي الممتاز. كان عدد الأندية المشاركة فيه 18، وفاز فيه ديبورتيفو لارا.